# New (canción de No Doubt)
«New» (en inglés: "Nuevo"), es una canción new wave escrita por Gwen Stefani y Tom Dumont para la banda sonora de la película Go (1999). Más tarde se la incluyó en el cuarto álbum de estudio de la banda No Doubt, titulado Return of Saturn. Fue lanzado como sencillo del álbum en 1999. Llegó al puesto número 30 de las listas en Escocia y Reino Unido.

## Antecedentes
La canción fue producida por el exmiembro de Talking Heads, Jerry Harrison, en una sesión de grabación única en enero de 1999.  Se utilizan pedales y efectos de guitarra para distorsionar el sonido de la batería de Adrian Young. En cuanto a la guitarra, se ha declarado que la interpretación de Dumont estuvo muy influenciada por Devo, lo que contribuyó aún más a la sensación de new wave de la pista.
El tema fue el primero grabado por No Doubt como un cuarteto después de la partida del teclista original Eric Stefani en 1994 antes de que comenzara la promoción de Tragic Kingdom.

## Lanzamiento
"New" fue compuesta y lanzada originalmente para la banda sonora de la película Go (1999), formando parte del soundtrackss junto con otros artistas por el mismo fin. De hecho, de un compilado de 14 temas para dicha banda sonora, fue seleccionado como el tema principal en la pista número 1. El crítico de Ultimate Classic Rock, Michael Gallucci, le dio críticas favorables comparando "New" con otros temas del mismo álbum comentando: La única razón para escuchar esta banda sonora es "New" de No Doubt, su primera canción original desde que alcanzó el gran éxito dos años antes.
El sencillo no estaba por ser incluido en ningún álbum de No Doubt, pero debido al éxito del tema en Modern Rock Tracks, más tarde se lo incluyó en su cuarto álbum Return of Saturn, por lo que por una cuestión cronológica, quedó "de facto" como el primer sencillo del álbum, aunque fue el tema "Ex-Girlfriend" desde el punto de vista comercial, el que "de iure" fue el primer sencillo y tema principal.

## Recepción comercial
La canción a nivel nacional alcanzó el puesto número siete en la lista Billboard Modern Rock Tracks (Alternative Airplay) y número 23 de Bubbling Under Hot 100 Singles de los Estados Unidos.
A nivel internacional el sencillo alcanzó el número treinta en la lista de Escocia y del Reino Unido, convirtiéndose en el cuarto sencillo británico entre los 40 primeros de la banda.

## Video musical
En vídeo musical de la canción, que fue dirigido por Jake Scott, cada miembro de la banda interpreta a un personaje con Tony Kanal vistiendo un sherwani y Gwen Stefani canta mientras conduce un coche y van a una rave. El video también debutó con el nuevo look de Stefani con influencia glam rock, aunque en este video todavía conserva su cabello rubio platino pero con reflejos violetas. Se teñiría el pelo de rosa a finales de año, pensando en el siguiente (2000) para promocionar Return of Saturn.
Este videoclip se posicionó en el puesto n° 82 en un especial del canal musical MTV de los "99 + pedidos de 1999", conformado por la lista de los videos más votados a través del año. Además ganó el premio al vídeo más elegante en los VH1/Vogue Fashion Awards de 1999, donde Joanne Gair trabajó con Stefani en su maquillaje del clip.

## Lista de temas
| American 12" vinyl single 1. "New" (No Doubt club mix) – 6:18 2. "New" (New & Approved extended edit) – 6:20 Australian CD maxi single 1. "New" (New & Approved remix) – 4:15 2. "New" (New & Approved extended remix) – 5:41 3. "New" (No Doubt club mix) – 6:19 German single 1. "New" (Single Version) - 4:15 2. New & Approved Remix - 5:40 | German maxi single 1. "New" (Single Version) - 4:15 2. New & Approved Remix - 5:40 3. New & Approved Remix (Extended Edit) – 6:20 4. New Doubt Club Mix - 6:18 British CD single 1. "New" (edit) - 4:15 2. "New" (Doubt club mix) - 6:18 3. "New" (New & Approved remix) - 5:40 |

## Posicionamiento en listas
| País (Lista 1999)                               | Mejor posición |
| ----------------------------------------------- | -------------- |
| Australia (ARIA)                                | 89             |
| Escocia (OCC)                                   | 30             |
| Estados Unidos (Bubbling Under Hot 100 Singles) | 23             |
| Estados Unidos (Alternative Airplay)            | 7              |
| Países Bajos (Single Top 100)                   | 98             |
| Países Bajos (Nederlandse Top 40)               | 13             |
| Reino Unido (OCC)                               | 30             |

| País (Lista 1999)                               | Posición |
| ----------------------------------------------- | -------- |
| Estados Unidos (Bubbling Under Hot 100 Singles) | 26       |